# Ткачов В'ячеслав Матвійович
В'ячеслав Матвійович Ткачов (24 вересня 1885 — 24 березня 1965) — російський та кубанський військовий діяч, полковник РІА, генерал-майор авіації ЗСПР. Очолював Кубанську надзвичайну місію в Україні.

## Біографія
Народився у 1885 році. Закінчив Нижньогородський графа Аракчеєва кадетський корпус і Костянтинівське артилерійське училище. У 1906 р. був випущений у 2-гу Кубанську козацьку батарею. У 1910 р. сотник Ткачов став офіцером-вихователем в Одеському кадетському корпусі і за своєю ініціативою закінчив авіаційну школу. У 1912 р. закінчив Севастопольську військову авіаційну школу й отримав призначення в 3-тю авіаційну роту. 12 (25) жовтня 1913 року він здійснює рекордний переліт на «Ньюпор» за маршрутом Київ — Одеса ; — Керч — Тамань — Катеринодар загальною протяжністю в 1500 верст. Незважаючи на несприятливу осінню погоду і інші важкі умови, Ткачов блискуче виконав і цю задачу, за що Київське товариство повітроплавання присудило йому золотий знак «За найвидатніший в Росії в 1913 році переліт».
На фронт Першої світової війни підосавул Ткачов вийшов командиром 20-го авіаційного загону, приданого штабу 4-ї армії. Перший Георгіївський кавалер в російській авіації через бойові вильоти в серпні 1914. У 1916 році — підполковник та начальник авіадівізіона, а згодом — інспектор авіації Південно-Західного фронту. Нагороджений Золотою зброєю. У березні 1917 р. — полковник і генерал-інспектор авіації.
У грудні 1917 р. втік, з Могильова на Кубань, де на початку 1918 р. брав участь рядовим в боях білого партизанського загону проти військ Північно-Кавказької Радянської Республіки.

## Дипломатична місія в Україні

Делегація Кубанського крайового уряду на прийомі у гетьмана. 1-Павло Скоропадський, 2-В'ячеслав Ткачов, 3-Олександр Палтов, 4-Герасим Вдовенко (ймовірно), 6-Михайло Ханенко, 7-Кузьма Безкровний (ймовірно), 8-Гнат Зеленевський, 9-Іван Полтавець-Остряниця (ймовірно), 10-Євген Лібов, 11-Костянтин Прісовський

В'ячеслава Матвійовича як голову Кубанської надзвичайної місії відправляють в Україну, до гетьмана Павла Скоропадського. Історія замовчує, наскільки вдалою була ця місія, але, у всякому разі, йому вдалося дещо добути з авіаційного майна, оскільки після повернення в Катеринодар він приступив до формування 1-го Кубанського авіазагону, а з 12 грудня його призначають командиром новоствореного Кубанського авіаційного загону. Загін на той час уже мав 8 літаків з відповідним числом льотчиків, і близько 150 обслуговуючого рядового складу. Воював з Червоною Армією, був поранений під Царицином, видужав, знову повернувся в стрій.
З приходом Добровольчої армії влітку 1918 р. на Кубані створив перший авіазагін і командував ним в Добровольчої армії. У ЗСПР — начальник авіації, у Російській армії генерала Врангеля — генерал-майор і начальник авіації. У своїх спогадах генерал Врангель неодноразово згадує генерала Ткачова, називаючи його «видатним льотчиком», і пише, що в боях проти кінноти Жлоби «наші аероплани надали нам неоціненні послуги». Генерал Ткачов — начальник авіації Російської армії — був одним з перших (22 червня 1920 р.) нагороджений орденом Св. Миколая.

## Еміграція
Після евакуації з Криму генерал Ткачов переїхав до Сербії й якийсь час служив в інспекції авіації Королівства СХС. Потім, змінюючи професії, проживав в Нові Саді.

## Арешт
У грудні 1944 року був заарештований СМЕРШем 3-го Українського фронту. Був відправлений до Москви, на Луб'янку, де за вироком військового трибуналу засуджений на 10 років за статтею 58 КК РРФСР. Відсидів у таборах ГУЛАГу, головним чином в Потьмі, до лютого 1955 р., коли був випущений без права проживання у великих містах. Оселився на Кубані, в Краснодарі, де працював в артілі інвалідів-палітурників. Водночас, незважаючи на злиденне існування, Написав книгу «Російський сокіл», яку він присвятив своєму другу капітану Нестерову. У журналі «Кубань» (1962) він опублікував уривки зі своїх спогадів. Ці спогади — «Крила Росії», закінчені їм в 1960 р., — так і не були опубліковані. Один з примірників рукопису «Крила Росії» зберігся в Російській державній бібліотеці.
Генерал Ткачов помер 25 березня 1965 в Краснодарі. Похований на Слов'янському кладовищі.

## Автор праць
- Книга «Русский сокол»
- Питання тактичного застосування авіації в маневреної війні // Військовий збірник. Кн. 1. Белград, 1921. С. 121—136.
- Махалін А. В. М. Ткачов — учасник і історик повітряних боїв Великої війни // {СБ] Перша світова війна та участь у ній Росії. Ч. II. Москва, 1994. С. 45-63.